# Scènes de la vie de Pie II

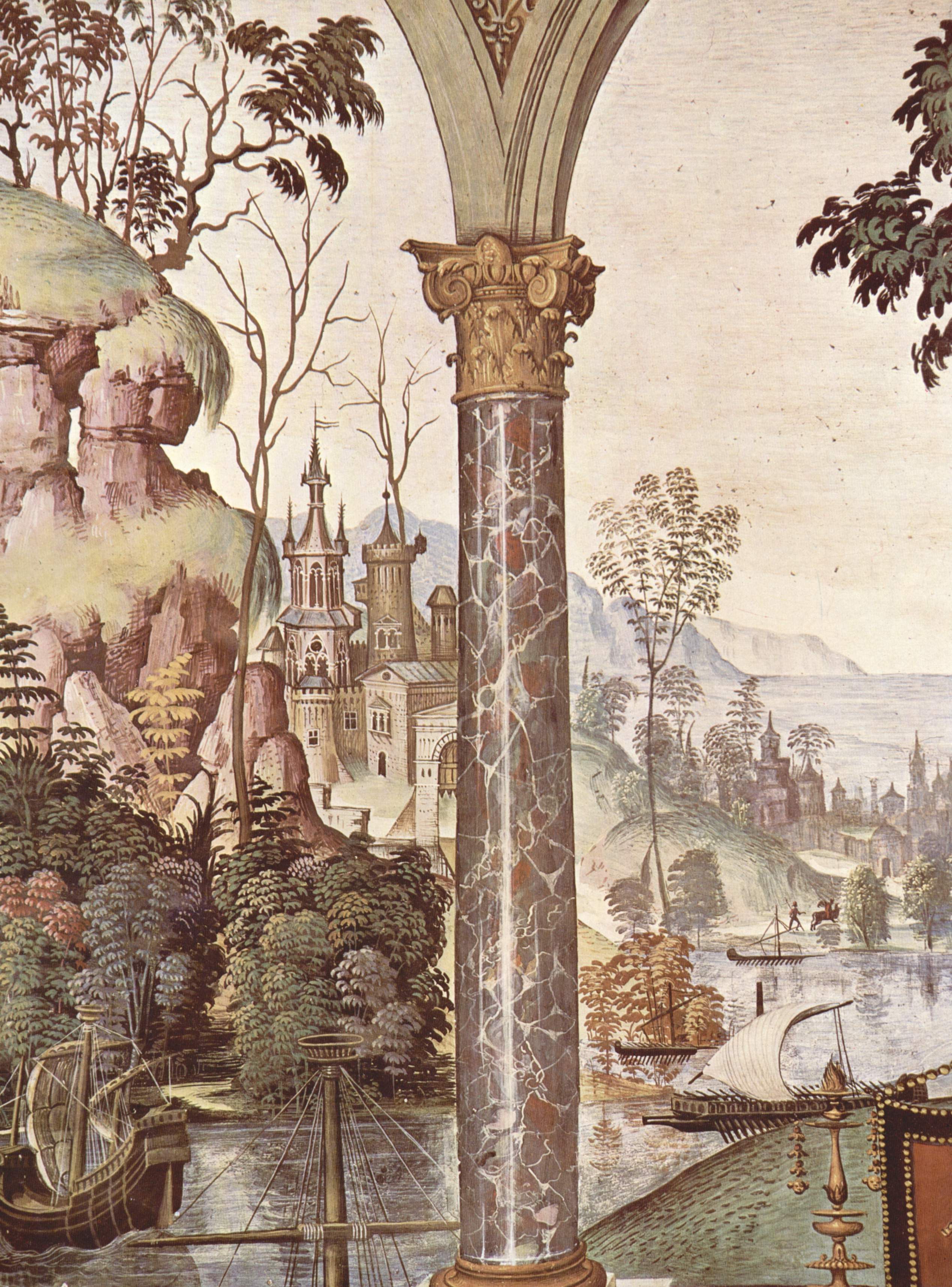
Paysage d'Écosse - Détail de la scène 2.

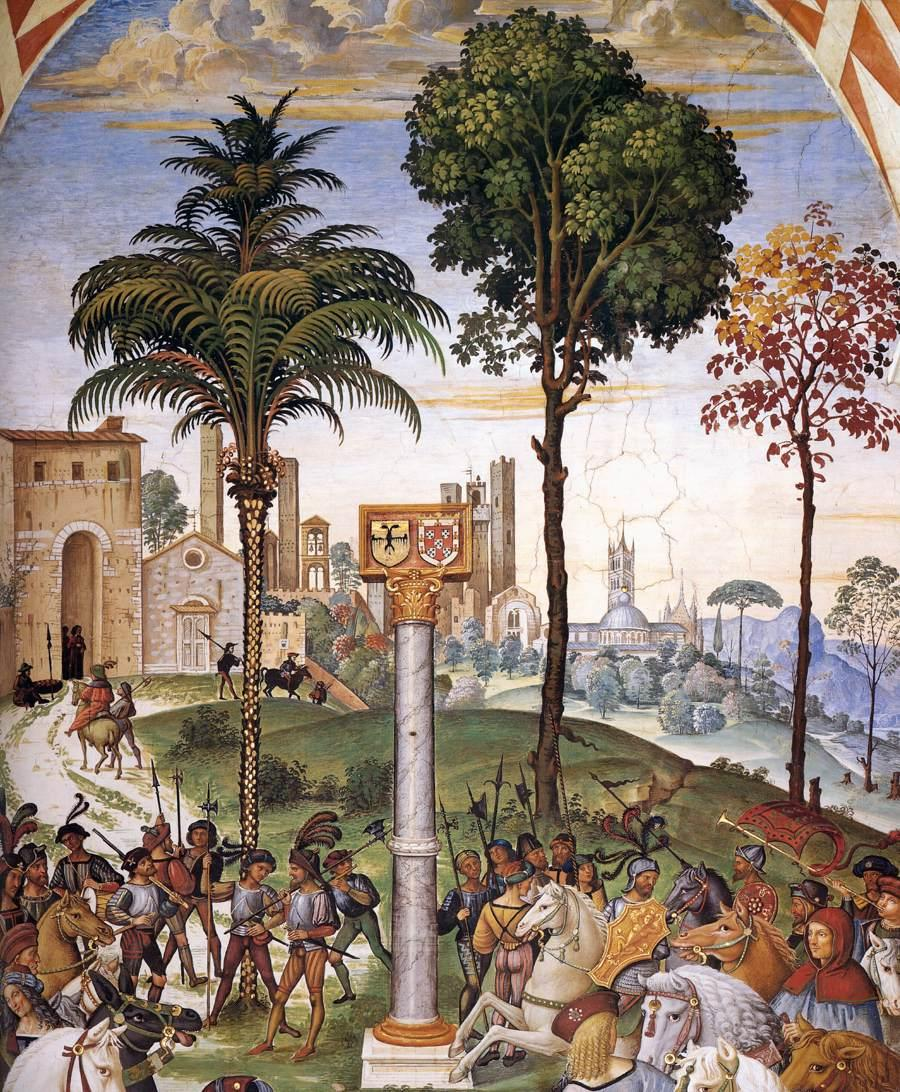
Vue de Sienne avec la porte Camollia, le Duomo, les tours - Détail de la scène 5.

Les Scènes de la Vie de Pie II constitue un cycle de fresques du Pinturicchio situé dans la Libreria Piccolomini de la  Cathédrale de Sienne.

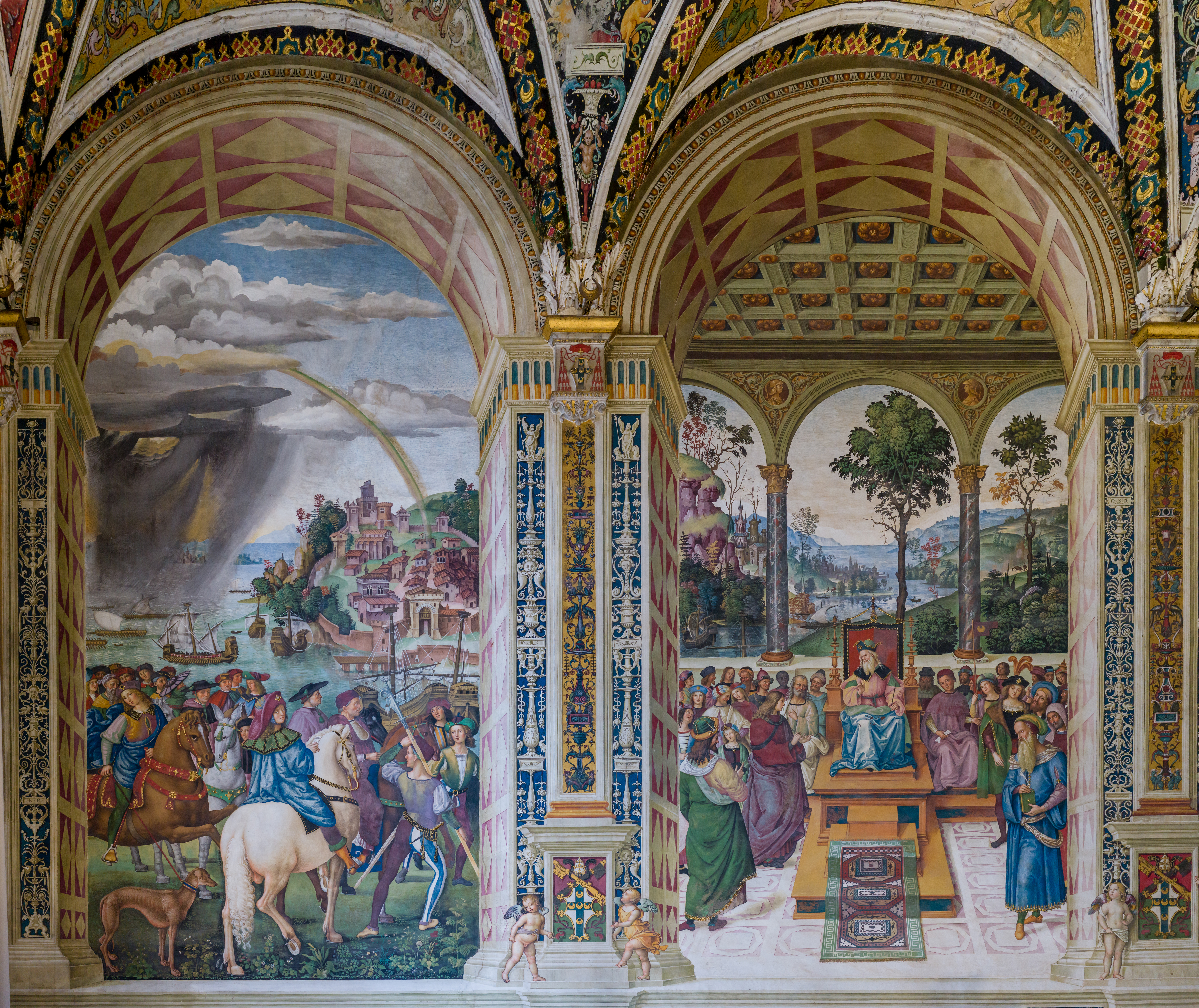
Départ de Cappella Piccolomini pour le concile de Bâle-Ferrare-Florence-Rome depuis la cour d'Écosse par Pinturicchio.

## Histoire
Le cardinal Francesco Piccolomini (futur Pie III) commande au Pinturicchio, un ensemble de fresques sur la vie de son prédécesseur familial Pie II (et son oncle). Le plafond est réalisé en 1502, et à la suite de la mort de Pie III en 1503 (l'année même de  sa nomination), un nouveau contrat est signé avec le frère du pape. Les dix fresques sont réalisées de 1505 à 1507, deux au-dessus de l'entrée, quatre par parois latérales.

## Description
1. Enea Silvio Piccolomini part pour le concile de Bâle
2. Enea Silvio ambassadeur à la cour d'Écosse
3. Enea Silvio couronné poète par l'empereur  Frédéric III (empereur des Romains)
4. Enea Silvio faisant soumission à  Eugène IV au nom de Frédéric III
5. Enea Silvio, évêque de  Sienne, présente Éléonore d'Aragon, sa future femme,  à l'empereur Frédéric III
6. Enea Silvio recevant la coiffe cardinalice de Calixte III
7. Pie II, intronisé pape, entrant au Vatican
8. Pie II convoquant le concile de Mantoue
9. Pie II canonisant sainte Catherine de Sienne (avec en bas à gauche l'autoportrait de Pinturicchio en compagnie de Raphaël)
10. Pie II arrivant à Ancône pour le départ de la croisade

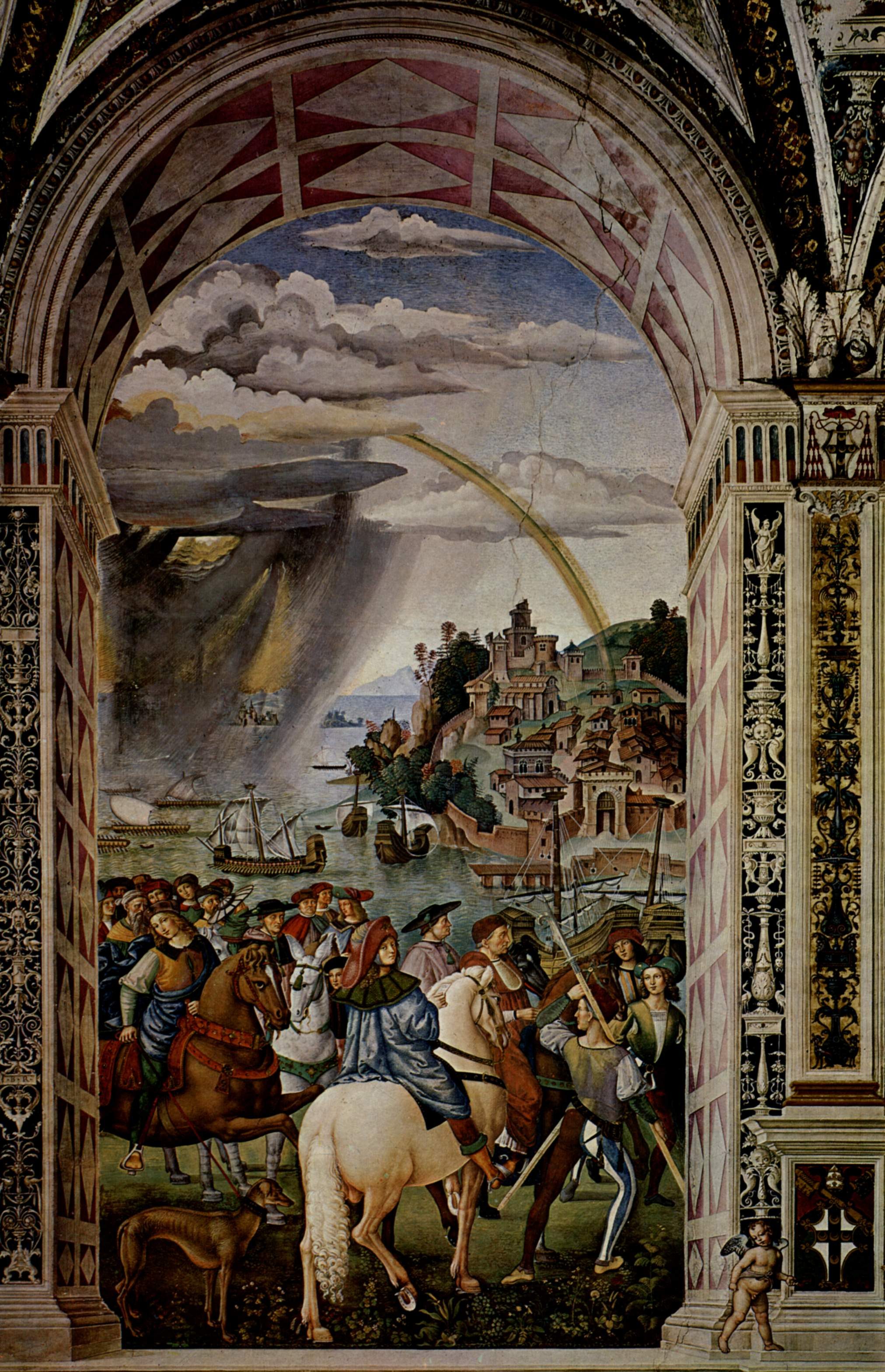
1 - Concile de Bâle
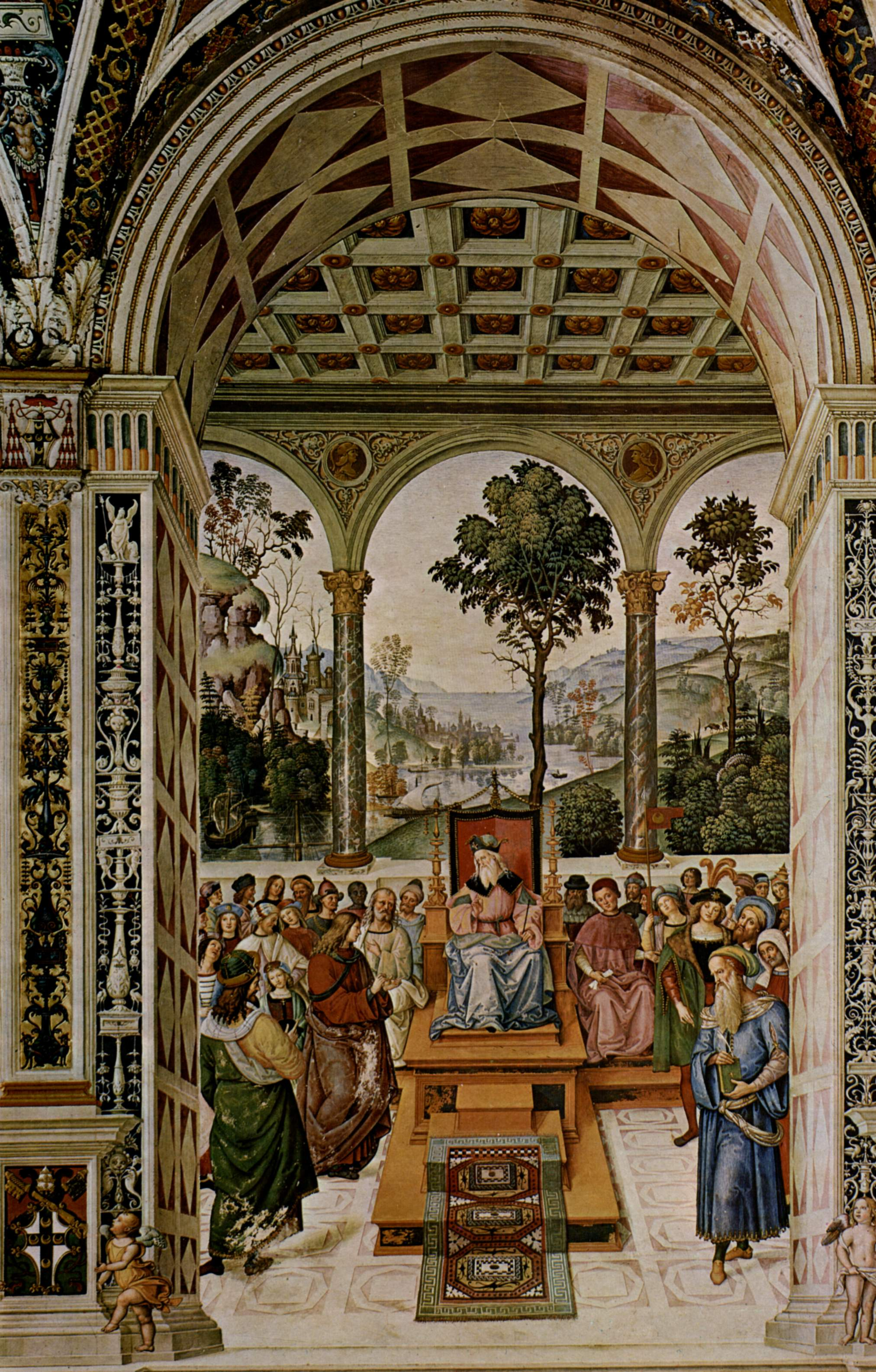
2 - Ambassadeur à la cour d'Écosse
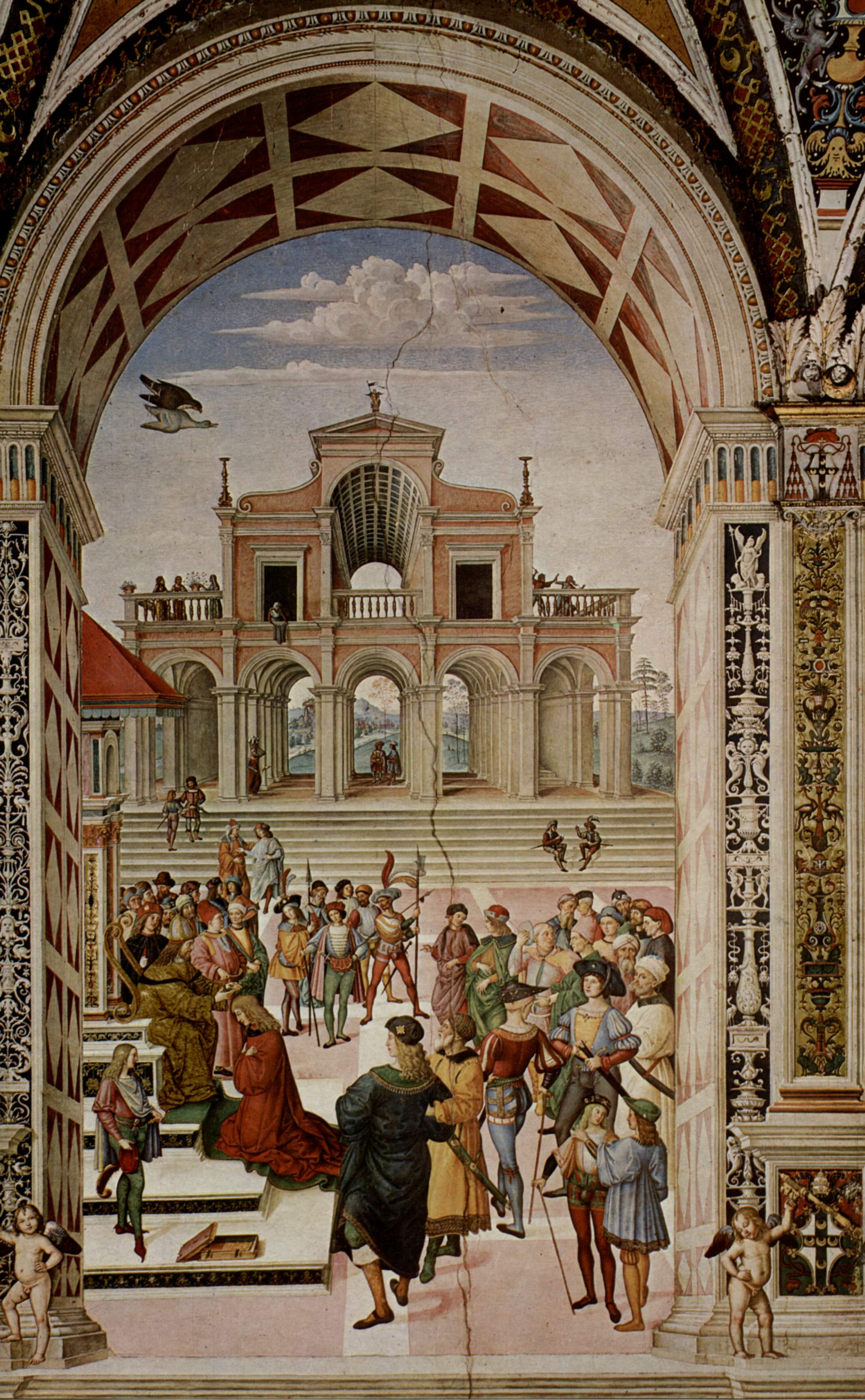
3 - Couronné poète
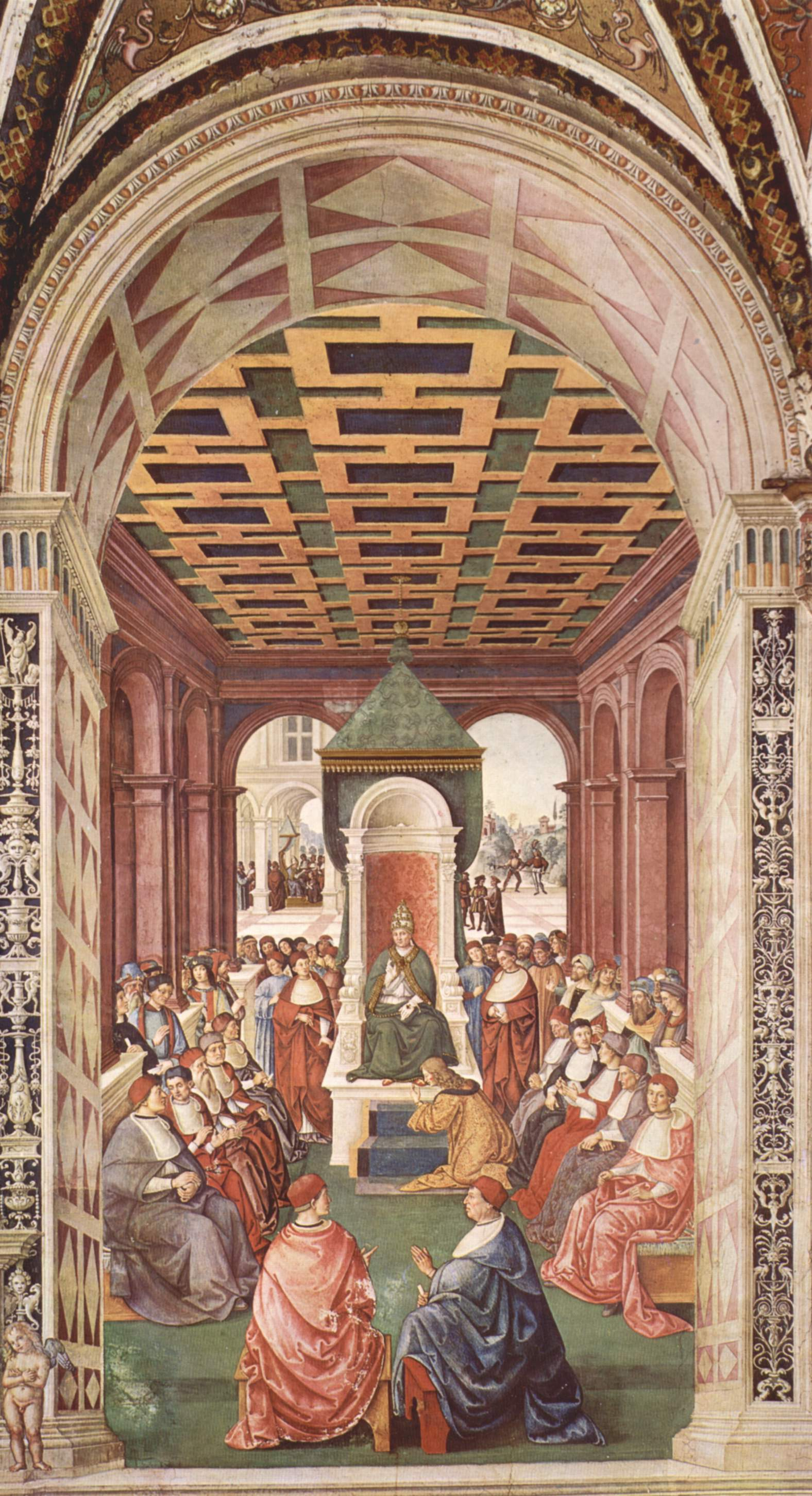
4 - Soumission au pape
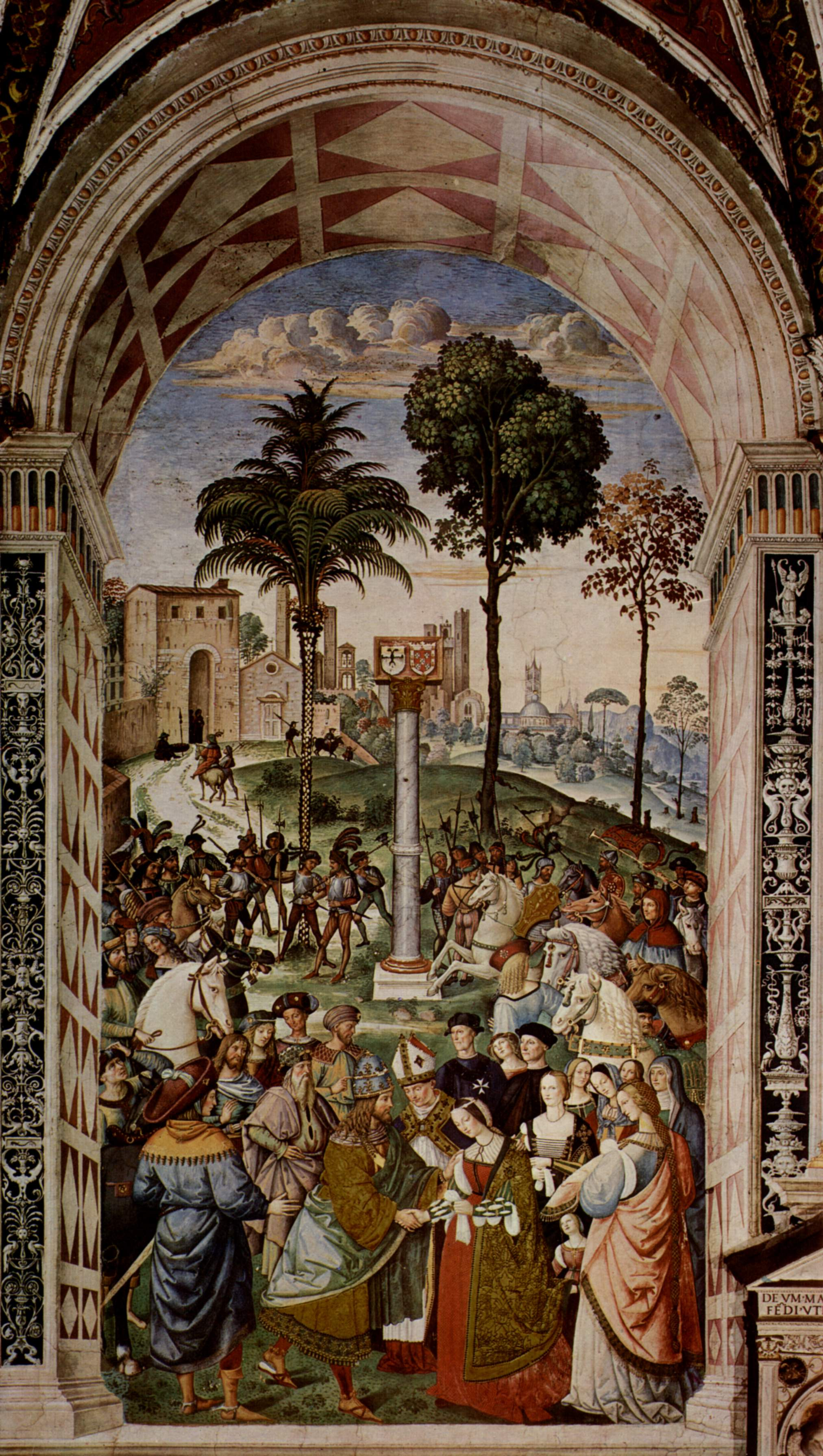
5 - Présentation d'Éléonore d'Aragon
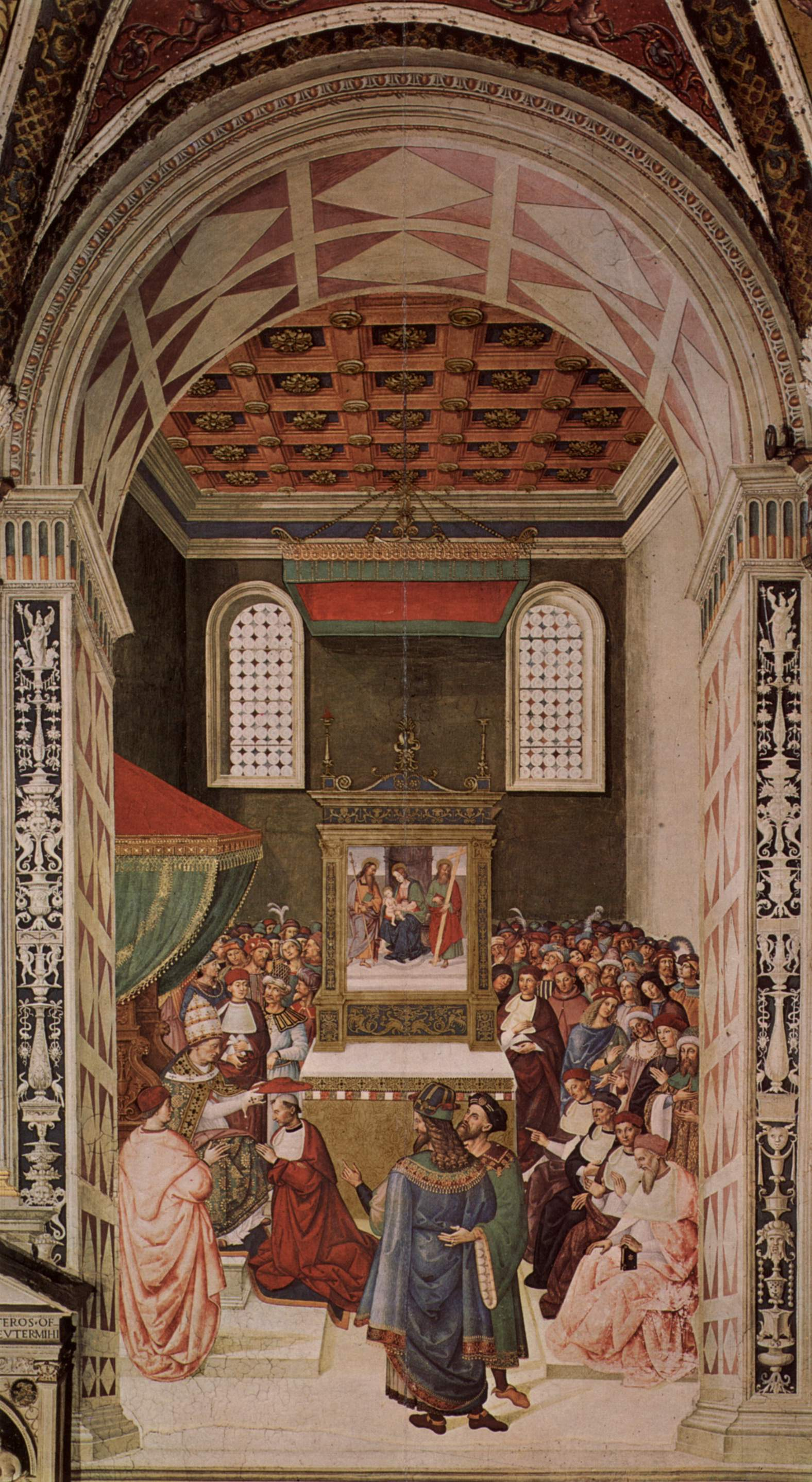
6 - Nomination comme cardinal
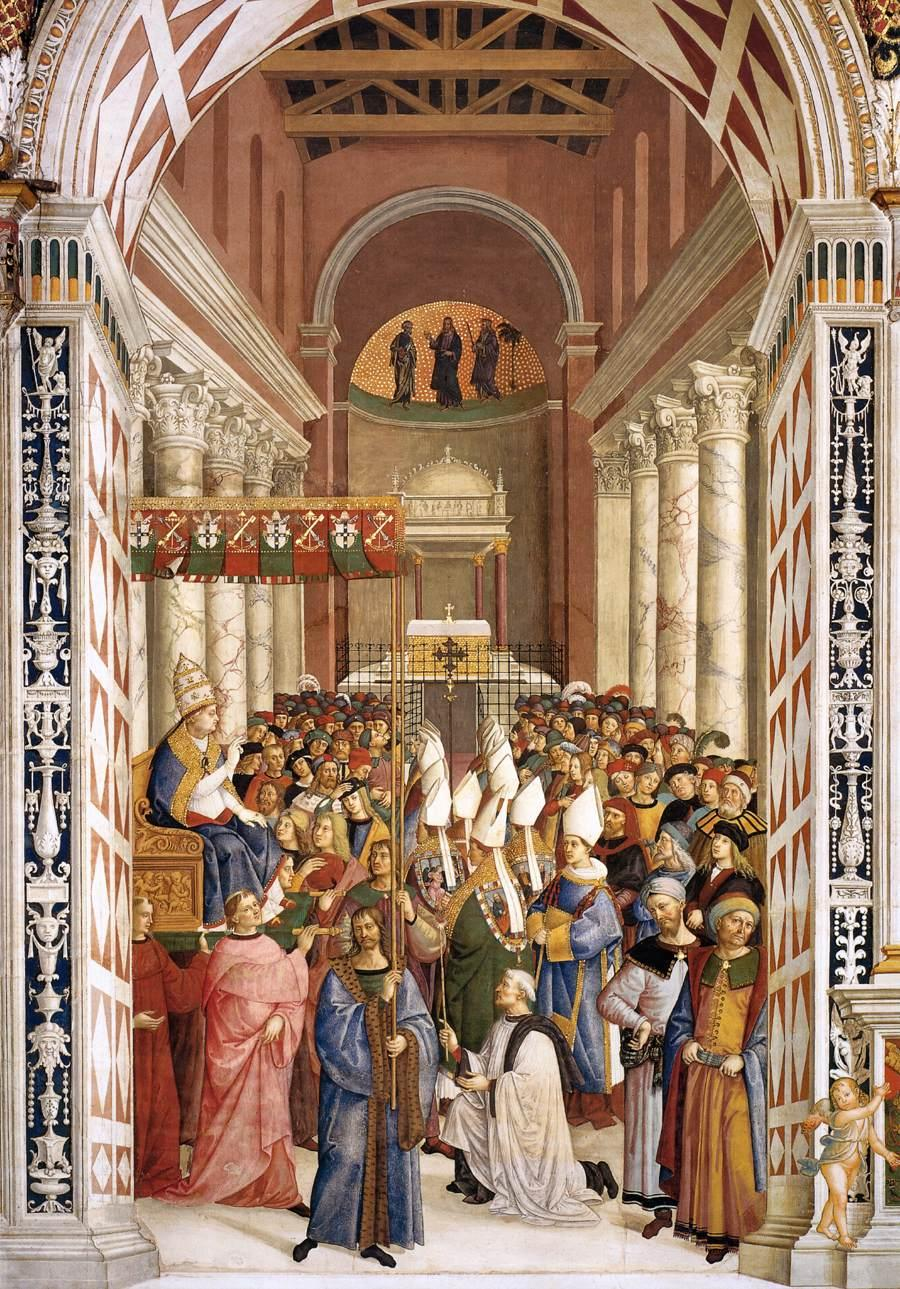
7 - Entrée au Vatican
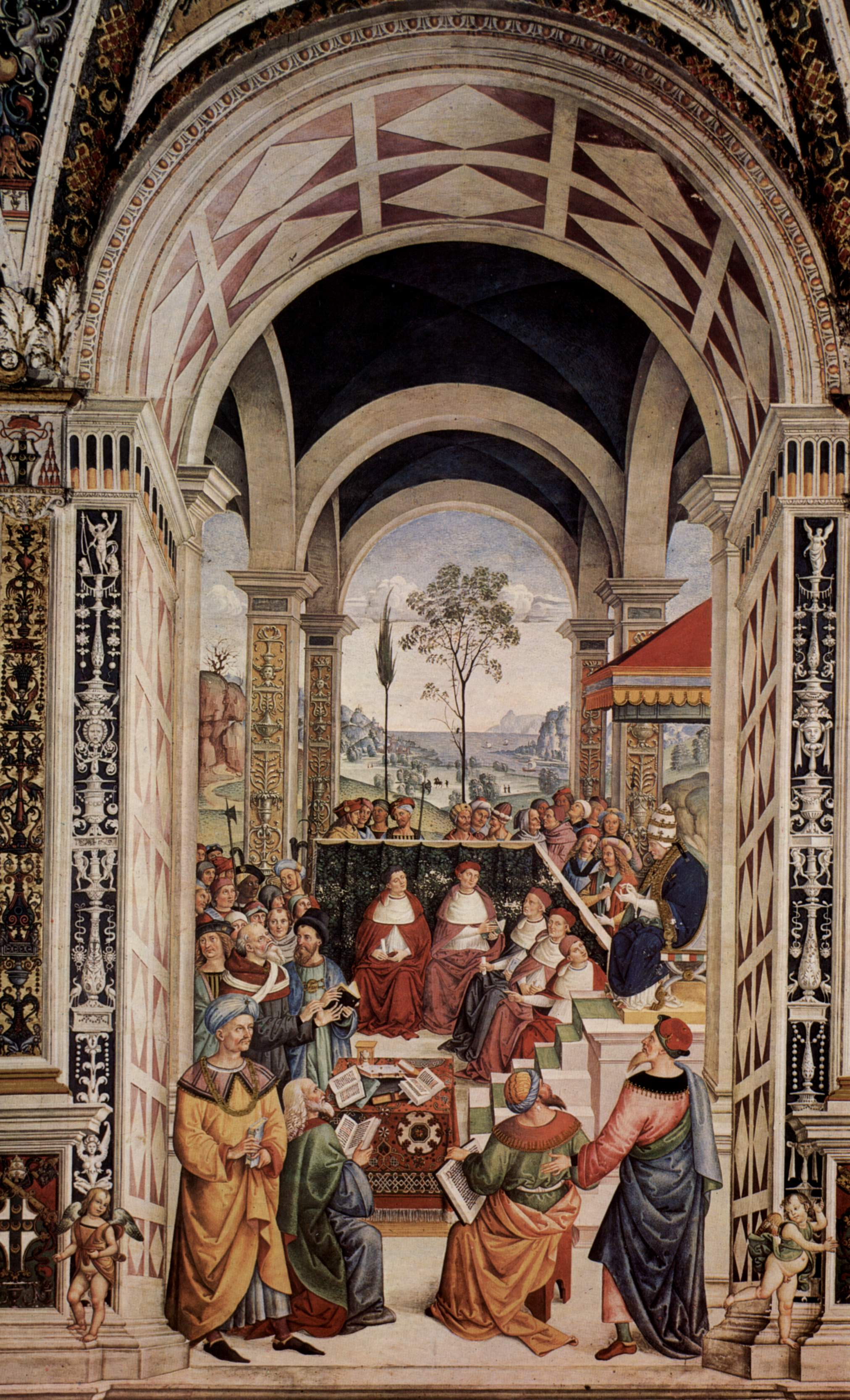
8 - Congrès de Mantoue
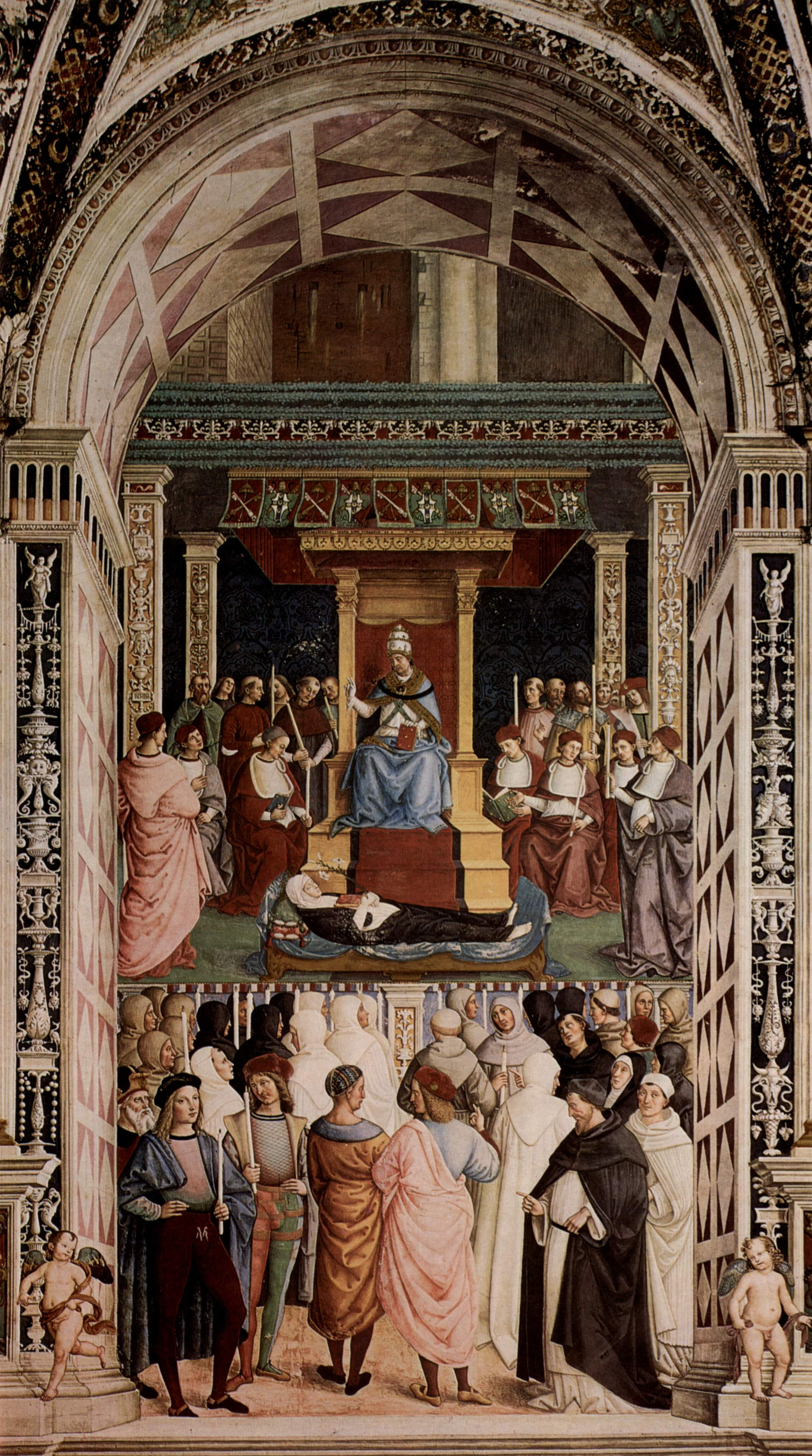
9 - Canonisation de sainte Catherine de Sienne
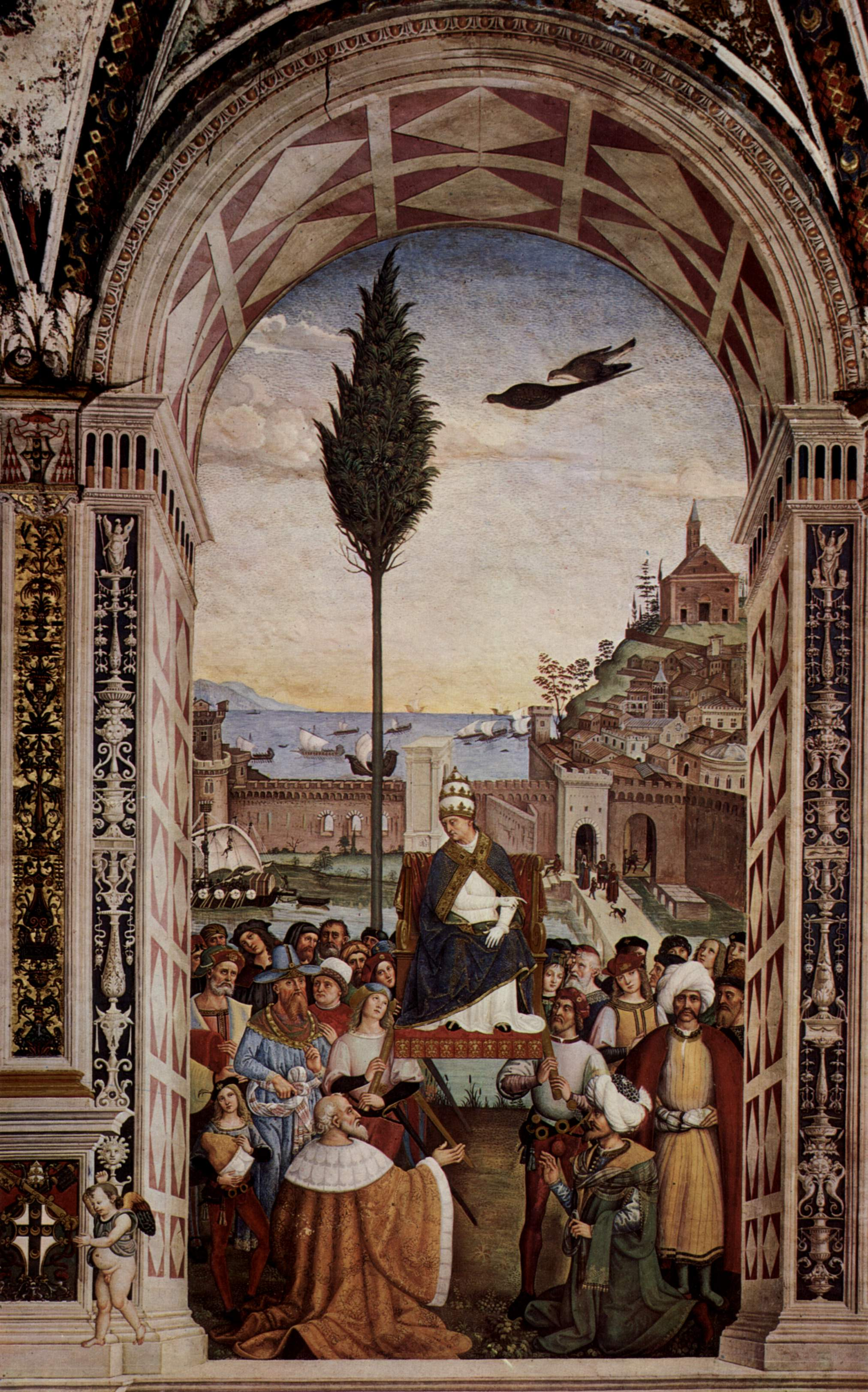
10 - Arrivée à Ancône

## Particularité
La scène du Concile de Bâle comporte une représentation inhabituelle dans les paysages : la vue conjointe d'un ciel de tempête et d'un arc-en-ciel.

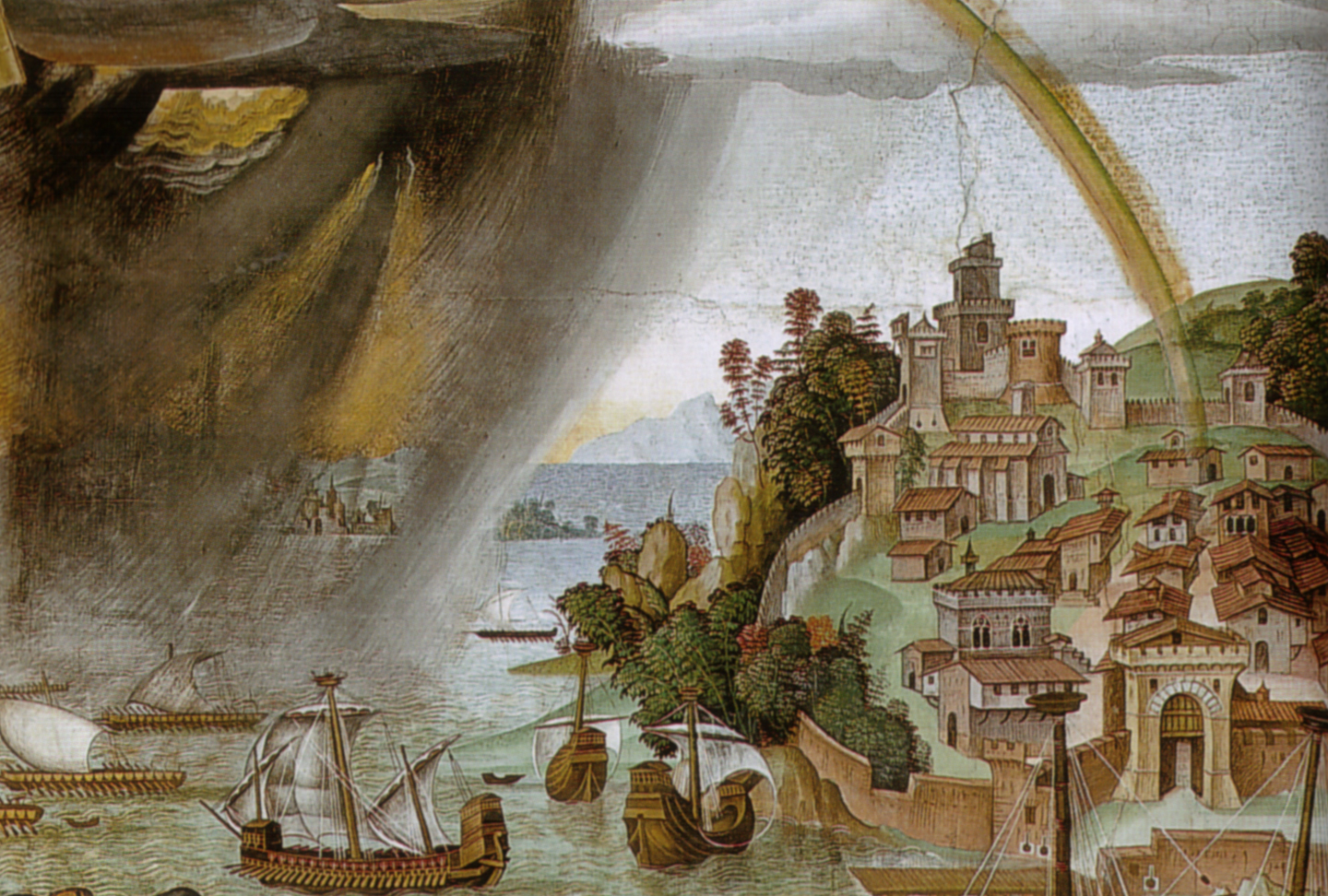
Orage et arc-en-ciel - Détail de la scène 1.